# From Genesis to Revelation
From Genesis to Revelation – debiutancki album studyjny zespołu Genesis wydany w roku 1969.

## Lista utworów
| 1.  | Where the Sour Turns to Sweet (Tony Banks, Peter Gabriel) | 3:16  |
|     |                                                           |       |
| 2.  | In the Beginning (Gabriel, Anthony Phillips)              | 3:44  |
|     |                                                           |       |
| 3.  | Fireside Song (Banks, Phillips, Mike Rutherford)          | 4:58  |
|     |                                                           |       |
| 4.  | The Serpent (Banks, Gabriel)                              | 3:58  |
|     |                                                           |       |
| 5.  | Am I Very Wrong? (Banks, Gabriel)                         | 3:31  |
|     |                                                           |       |
| 6.  | In the Wilderness (Banks, Gabriel, Phillips, Rutherford)  | 3:39  |
|     |                                                           |       |
| 7.  | The Conqueror (Banks, Gabriel)                            | 3:22  |
|     |                                                           |       |
| 8.  | In Hiding (Gabriel, Phillips)                             | 2:38  |
|     |                                                           |       |
| 9.  | One Day (Banks, Gabriel)                                  | 3:21  |
|     |                                                           |       |
| 10. | Window (Phillips, Rutherford)                             | 3:33  |
|     |                                                           |       |
| 11. | In Limbo(Banks, Gabriel, Phillips, Rutherford)            | 3:30  |
|     |                                                           |       |
| 12. | Silent Sun (Banks, Gabriel)                               | 2:13  |
|     |                                                           |       |
| 13. | A Place to Call My Own (Gabriel, Phillips)                | 1:59  |
|     |                                                           |       |
|     |                                                           | 43:42 |
|     |                                                           |       |

## Twórcy
- Peter Gabriel – śpiew, flet, perkusja
- Anthony Phillips – gitara, śpiew
- Tony Banks – organy, gitara, pianino, instrumenty klawiszowe, śpiew
- Mike Rutherford – gitara basowa, gitara, śpiew
- John Silver – perkusja
- Chris Stewart – perkusja w „Silent Sun”